# Quararibea cordata
Quararibea cordata là một loài thực vật có hoa trong họ Cẩm quỳ. Loài này được (Bonpl.) Vischer miêu tả khoa học đầu tiên năm 1919.